# Europe-Action
Europe-Action, créé en 1963 et disparu en 1967, est un mouvement d'extrême droite fascisant, qui s'appuie sur la revue nationaliste du même nom, dirigée par Jacques de Larocque-Latour — dessinateur attitré de la revue sous le pseudonyme de Coral — et tirant à 7 500-10 000 exemplaires.
Ce mouvement rassemblait des militants menés par Dominique Venner et issus du groupuscule néofasciste Jeune Nation, de membres de la Fédération des étudiants nationalistes (FEN, qui prend la suite de Jeune Nation interdit par le gouvernement), de rescapés de l'organisation terroriste pro-Algérie française OAS, comme Maurice Gingembre, son ancien trésorier, et d'anciens collaborateurs comme Lucien Rebatet.
On y trouvait aussi bien Pierre Vial, futur dirigeant de Terre et Peuple, que François Duprat, Georges Pinault, dit « Goulven Pennaod », l'écrivain Jean Mabire (entré en tant que rédacteur en chef en juin 1965, avant de quitter la revue en novembre 1966), François d'Orcival, futur directeur de rédaction des publications de Raymond Bourgine (Valeurs actuelles et Le Spectacle du monde), Jean-Claude Valla, futur directeur de la rédaction du Figaro-Magazine et cofondateur du Groupement de recherche et d'études pour la civilisation européenne (GRECE) avec le théoricien Alain de Benoist qui était, lui aussi, l'un des principaux rédacteurs de la revue sous le pseudonyme de Fabrice Laroche.
Y collaborèrent Henry Coston, Jacques Ploncard d'Assac (qui s'en séparera toutefois nettement), Maurice-Yvan Sicard (sous le pseudonyme de Saint-Paulien) et Marc Augier (Saint-Loup), président du comité France-Rhodésie, ancien membre de la LVF et de la Division SS Charlemagne, dont il était l'« hagiographe ».

## Origine et création
À partir de 1960 se forment en France des groupes qui n'ont plus comme objectif de préparer un hypothétique putsch, mais veulent avant tout diffuser des idées et agir sur le long terme. Au sein de ses groupes, les militants qui prennent alors le plus d'influence partent d'un régionalisme ethnique pour déboucher sur la nécessité de faire l'Europe. L'un des plus célèbres d'entre eux est le régionaliste normand Jean Mabire. Ils sont rejoints par de jeunes militants de Jeune Nation, comme Dominique Venner, et de la Fédération des étudiants nationalistes (FEN), qui veulent tirer un trait sur l'expérience de la guerre d'Algérie.
Europe-Action, implanté en région parisienne, à Marseille, Lyon, Toulon, ainsi que dans des villes accueillant d'anciens « Pieds-Noirs » rapatriés d'Algérie, s'appuie sur des comités de soutien, des réseaux de volontaires, des organisations annexes (Centre d'études pour l'économie organique, animé par Maurice Gingembre ; Groupement d'études des rapatriés et sympathisants, etc.), des antennes au sein de la Fédération des étudiants nationalistes, d'une cellule de réflexion ainsi que d'une maison d'édition fondée en 1962, Saint-Just (le nom du révolutionnaire français ayant été choisi pour se démarquer de l'extrême droite catholique).
En juillet 1962, Dominique Venner écrit dans Pour une critique positive, — parfois comparé au Que faire ? de Lénine et « longtemps considéré comme un texte fondateur par toute une fraction de l'ultra-droite » :

« l'échec algérien a mis un point final aux prétentions des politicards d'extrême-droite. Il a montré la stérilité du seul activisme et l'incapacité des “nationaux”. Il a par contre confirmé comme seules justes les perspectives de la révolution nationaliste. »

Le mouvement s'appuie sur cette analyse pour proposer son propre projet. Pierre Milza écrit ainsi, :

« Dans l'esprit de Venner et de ses amis, il s'agit de débarrasser le nationalisme et le fascisme de ce qu'ils ont d'un peu vieillot et de dépassé (l'antiparlementarisme, l'anti-intellectualisme, le patriotisme réduit à l'espace hexagonal), tout en se démarquant du nazisme, soit en admettant comme Bardèche qu'Hitler a “fait des erreurs”, soit en niant purement et simplement les crimes du IIIe Reich. C'est ainsi qu'Europe-Action accueillera très favorablement la publication en 1964 du Drame des Juifs européens de Paul Rassinier, l'un des principaux représentants de l’“école révisionniste”. »

La revue est sous-titrée « revue nationaliste d'action européenne ». Elle compte en moyenne quatre-vingt pages et est tirée à dix mille exemplaires.

## Doctrine
L'idéologie que défend Europe-Action a pour piliers principaux « le nationalisme européen, le suprémacisme blanc, l’eugénisme, l’impérialisme, associant la question de la civilisation continentale à celle de la suprématie de la "race blanche" ». L'Europe est conçue par ce mouvement en opposition aux Etats-Unis (accusés de matérialisme),  à l'URSS (patrie du communisme), et aux peuples colonisés (qui cherchent à s'émanciper de la domination coloniale européenne).
Suivant le texte doctrinal le plus important du mouvement, la brochure Qu'est-ce que le nationalisme ? publiée en 1963, la nouvelle organisation veut opérer la synthèse de trois courants : un courant « socialiste », basé sur Sorel et Proudhon, un courant « traditionaliste », exprimé par des auteurs comme Maurras, Auguste Comte, Barrès, Drumont, et un courant « scientifique », c'est-à-dire appuyé sur les travaux de Vacher de Lapouge et d'Alexis Carrel.

### Le «réalisme biologique»
Nommée « révolution nationaliste », la doctrine de la revue se fonde essentiellement sur le racialisme, auquel elle cherche à donner des bases « scientifiques ». Ainsi, s'appuyant sur les lois mendéliennes de l'hérédité et ce qu'ils appellent le « réalisme biologique », les doctrinaires d'Europe-Action proposent-ils de « créer une puissante organisation nationaliste ayant une totale discipline et une direction unique, parce que la division voue à l'opportunisme et à la désintégration », de « trier la classe dirigeante », d'en « éliminer l'écume biologique », de « renvoyer les médiocres de cette classe à leur rang et conserver l'élite valable », de « ségréguer, sans vaine sensiblerie, le peuple et le déchet biologique », de « ne pas permettre la croissance biologique du déchet ».

### Un anti-christianisme radical
Se posant en porteur de la véritable révolution (face à une gauche marxiste et progressiste dénoncée comme « conservatrice »), le mouvement s'oppose également au christianisme, considéré comme un danger pour la « communauté occidentale », religion à l'origine de l'égalitarisme, « erreur aussi pernicieuse que celle du matérialisme puisqu'elle provient de la fausse distinction entre l'esprit et le corps ». Il met en avant une « éthique européenne » refusant aussi bien le conservatisme bourgeois que la technocratie, la démocratie ou le capitalisme libéral, exaltant le culte de l'honneur et de la jeunesse courageuse.
Alain de Benoist contribue en outre à la découverte par les militants nationalistes de l'œuvre de l'épistémologue et historien rationaliste des origines du christianisme Louis Rougier, notamment Celse, discours vrai contre les chrétiens (Jean-Jacques Pauvert, 1965) et Histoire d'une faillite philosophique : la scolastique (Jean-Jacques Pauvert, 1966), écrivant dans Europe-Action :

« Nous opposons Louis Rougier à Jean-Paul Sartre, comme nous condamnons le délire verbal par la logique, Jean Rostand à Teilhard de Chardin, parce que le réalisme biologique est le meilleur outil contre les chimères idéalistes. »

### Un nationalisme européen élargi
Par ailleurs est substitué un « nationalisme européen », nationalisme « unioniste » fondé sur l'« héritage occidental », au traditionnel nationalisme français, qualifié de « séparatiste » et jugé dépassé et incapable de faire face à l'internationalisme « rouge » et au capitalisme « cosmopolite ». Pour la revue de Dominique Venner, l'Europe, loin de se limiter au seul continent, est, suivant le mot de Jean Mabire, « un cœur dont le sang bat à Johannesburg et à Québec, à Sydney et à Budapest, à bord des blanches caravelles et des vaisseaux spatiaux, sur toutes les mers et dans tous les déserts du monde ». Ainsi ses rédacteurs se font-ils les défenseurs de l'apartheid, de la Rhodésie, de la ségrégation raciale dans le sud des États-Unis et s'opposent-ils au métissage et à l'immigration africaine.
Pour Europe-Action, le nationalisme européen, contrairement à ce que sera celui de Jean Thiriart et de son mouvement Jeune Europe, ne se limite pas aux frontières européennes. Il se conçoit comme un Occident uni, compris comme la communauté des peuples blancs. En juin 1964, dans le numéro 18 de la revue, Gilles Fournier en cartographie les frontières : « Nos marches frontières, ce sont l’Andalousie et le Transvaal, le Texas et la province maritime de Vladivostok. Notre patrie, c’est le monde blanc ».

## Éclatement et influence
Europe-Action cesse de paraître début 1967, ayant éclaté à la suite des critiques de ceux qui, comme les membres d'Occident (fondé en 1964), lui reprochent son « intellectualisme » et sa passivité, et de militants qui, à l'instar de Pierre Sidos, font grief à ses dirigeants d'être « antichrétiens, apatrides, matérialistes, en somme hérétiques » (position à rapprocher de celle de Jacques Ploncard d'Assac).
Ainsi, après l'éclatement des « comités T.V. », comités de soutien à Jean-Louis Tixier-Vignancour durant la campagne pour l'élection présidentielle de 1965, est prise la décision de fonder un nouveau parti, le Mouvement nationaliste du progrès, créé le 24 janvier 1966. À l'initiative de Ferdinand Ferrand, celui-ci se dote en novembre 1966 d'une structure, le Rassemblement européen de la liberté, en vue de présenter au moins 75 candidats aux élections législatives de mars 1967. La déroute des candidats du REL, qui ne parvient à en présenter que 27, entraîna l'implosion du REL en trois courants, :
- le REL « orthodoxe » autour de Pierre Pauty et Pierre Bousquet, dont est issu Militant ;
- le REL-Gérard autour du responsable messin du MNP qui se rapprochera des milieux d'extrême gauche durant Mai 68 ;
- la section parisienne de la Fédération des étudiants nationalistes et le service d'ordre du MNP se rallièrent, en octobre 1967 et après bien des tergiversations, à Occident.

Europe-Action a posé toutefois les bases doctrinales de ce qui deviendra quelques années plus tard la Nouvelle Droite (on peut ainsi trouver sur telle profession de foi du REL les prémices de ce qui deviendra l'ethno-différencialisme néo-droitier). Nombreux sont en effet les anciens militants d’Europe-Action parmi la liste des quarante membres fondateurs du GRECE publiée par Nouvelle École dans son numéro d'août-septembre 1968 : outre Alain de Benoist, Dominique Venner (Julien Lebel), Jean Mabire et Pierre Vial, on trouve Roger Lemoine, ancien secrétaire d’Europe-Action et futur président du GRECE, ou Jacques Bruyas, ancien responsable de la Fédération des étudiants nationalistes et d'Europe-Action à Nice.

## Relations extérieures

### Belgique
En 1964, des dissidents de l'organisation Jeune Europe de Jean Thiriart fondent les groupes Révolution européenne (RE). Ils prennent pour modèle Europe-Action avec qui ils auront des contacts. Les principaux responsables de RE, à la disparition de cette organisation, poursuivront leur combat dans d'autres groupes et des partis d'extrême droite belges sous l'influence de l'enseignement idéologique d'Europe-Action .

### Italie
Europe-Action aura des contacts réguliers avec le Centro Studi Ordine Nuovo italien, qui reprendra certains de ses articles.

### Portugal
Dès 1962, la Fédération des étudiants nationalistes entretient des relations suivies avec les militants portugais du mouvement Jovem Portugal, dirigé par Zarco Moniz Ferreira, qui continueront avec Europe-Action .

### Documents d'Europe Action
- Dominique Venner, Qu'est-ce que le nationalisme ?, Paris, Saint-Just, 1963 (rééd. Nantes, Ars Magna Éditions 2016, 90 p., préf. de Christian Bouchet)